# Jiří Prskavec (Kanute, 1993)
Jiří Prskavec (* 18. Mai 1993 in Mělník) ist ein tschechischer Kanute.

## Karriere
Jiří Prskavec begann im Alter von acht Jahren mit dem Kanuslalom. Bei den Olympischen Jugend-Sommerspielen 2010 in Singapur gelang ihm im Einer-Kajak der Gewinn der Bronzemedaille. Bereits ein Jahr darauf gab er auch sein Debüt im Weltcup. Seine erste Teilnahme bei Olympischen Spielen erfolgte 2016 in Rio de Janeiro, wo er die Vorrunde im Einer-Kajak auf dem siebten Platz abschloss und ins Halbfinale einzog, das er auf dem zweiten Platz beendete. Im Endlauf erzielte er mit 88,99 Punkten das drittbeste Resultat und erhielt hinter Joseph Clarke aus Großbritannien und  dem Slowenen Peter Kauzer die Bronzemedaille. Bei den 2021 ausgetragenen Olympischen Spielen 2020 in Tokio wurde er Olympiasieger. Nach Rang vier in den Vorläufen belegte er sowohl im Halbfinale als auch im Finallauf den ersten Platz. Damit gewann er vor Jakub Grigar aus der Slowakei und vor dem Deutschen Hannes Aigner die Goldmedaille.
Zahlreiche Medaillen sicherte sich Prskavec im Einer-Kajak auch bei Welt- und Europameisterschaften. 2013 gewann er bei den Weltmeisterschaften in Prag in der Einzelkonkurrenz ebenso die Silbermedaille wie ein Jahr darauf auf dem Deep Creek Lake in Maryland in der Mannschaftswertung. 2015 gelang ihm schließlich in London in beiden Konkurrenzen erstmals der Titelgewinn und er wiederholte mit der Mannschaft diesen Erfolg 2017 in Pau. Bei den Weltmeisterschaften 2018 in Rio de Janeiro belegte er im Einzel den zweiten und mit der Mannschaft den dritten Platz. 2019 wurde er in La Seu d’Urgell zum zweiten Mal Weltmeister im Einzel, während er mit der Mannschaft die Silbermedaille gewann. 2023 gelangen ihm erneut zwei Podestplatzierungen, wobei er dieses Mal Weltmeister mit der Mannschaft und Zweiter im Einzel wurde.
Noch erfolgreicher war Prskavec bei Europameisterschaften: Nach Bronze im Einzel im Jahr 2011 in La Seu d’Urgell wurde er 2013 in Krakau im Einzel- und im Mannschaftswettbewerb Europameister. 2014 in Wien und 2016 in Liptovský Mikuláš folgten weitere Titelgewinne im Einzel, außerdem wurde er 2016 auch mit der Mannschaft nochmals Europameister. Mit der Mannschaft wiederholte er diesen Erfolg sowohl 2017 in Tacen als auch 2018 in Prag. In beiden Jahren belegte er in der Einzelkonkurrenz den dritten Rang. Bei den Europameisterschaften 2019 in Pau verteidigte Prskavec zum vierten Mal in Folge den Mannschaftstitel, ehe sich die Tschechen 2020 in Prag als Zweite erstmals wieder geschlagen geben mussten. Dafür gelang ihm  sein vierter Titelgewinn in der Einzelwertung.
Sein gleichnamiger Vater Jiří Prskavec, der auch als sein Trainer fungiert, nahm 1996 und 2000 an den Olympischen Spielen im Kanuslalom teil.